# Dolichopus ivanovi
Dolichopus ivanovi är en tvåvingeart som beskrevs av Stackelberg 1929. Dolichopus ivanovi ingår i släktet Dolichopus och familjen styltflugor. Inga underarter finns listade i Catalogue of Life.